# Sippenhaft

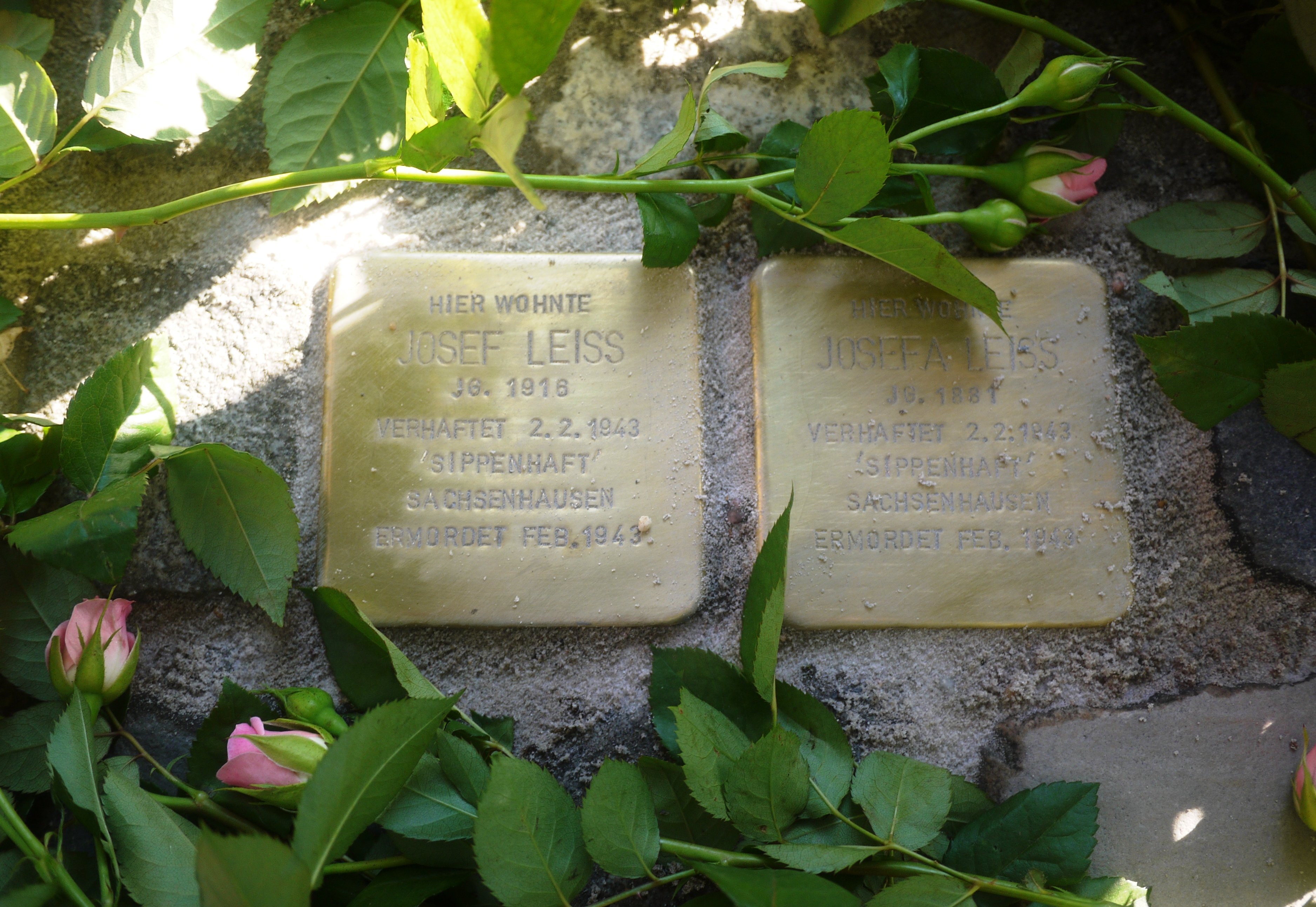
Stolpersteine de dos miembros de la familia Leiss en Moers, castigado por la deserción de Wenzeslaus Leiss.

Sippenhaft o Sippenhaftung fue un concepto jurídico establecido en el Tercer Reich según el cual un acusado de crímenes contra el Estado extendía automáticamente su responsabilidad penal en igual medida hacia sus parientes, de modo que tales familiares del acusado eran considerados igualmente culpables, arrestados y en algunos casos también condenados a muerte por el delito que cometió su pariente acusado.

## Historia

### Alemania

#### Tercer Reich
Esta clase de norma legal fue instaurada después del atentado del 20 de julio contra Hitler, por inventiva de Heinrich Himmler, jefe máximo de las SS, quien en una reunión de jefes nazis de distrito (Gauleiter) en Poznan pidió la aplicación de este criterio invocando como antecedente una presunta costumbre de las tribus de los teutones; Himmler sostuvo que en caso de descubrirse un grave crimen el Tercer Reich debería "seguir el ejemplo de sus ancestros teutones donde todo el clan del acusado era condenado a muerte" alegando como justificación la "corrupción de la sangre", por lo cual era preciso no solo el castigo del culpable sino también el exterminio de todos los integrantes de su familia.
Tras el atentado del 20 de julio esta norma tuvo carácter de presunción legal absoluta en el Tercer Reich y permitió que numerosos parientes de acusados penales fueran también procesados por el crimen de su familiar arrestado, pese a jamás haber cometido ellos delito alguno, tan solo sobre la base de su parentesco o matrimonio con el acusado respectivo. No importaba al régimen nazi que en la mayoría de los casos tales parientes ignoraban por completo las actividades conspirativas de sus familiares acusados pues la única base para aplicar el Sippenhaft era el parentesco. De este modo fue juzgado y condenado por "traición" el hermano de Claus von Stauffenberg, Alexander von Stäuffenberg, a pesar de estar sirviendo como oficial de la Wehrmacht en Grecia mientras se preparaba el atentado y aunque desconocía del todo los planes de su hermano; la esposa del mismo Claus von Stäuffenberg fue condenada a prisión y sus hijos llevados a un orfanato donde recibieron el apellido Meister. Solo su condición de niños les impidió ser procesados también.
Casi todos los delitos donde era aplicable el Sippenhaft eran de carácter "político", es decir de "crímenes contra el Estado", por lo cual la mayor parte de los procesados en virtud del Sippenhaft eran familiares y cónyuges de los oficiales de la Wehrmacht implicados en el atentado del 20 de julio; no obstante una ley de febrero de 1945 extendió los alcances del Sippenhaft a los militares que, en opinión de Hitler, mostrasen "cobardía ante el enemigo" o fuesen "derrotistas". En tanto el origen familiar de numerosos conspiradores era de la vieja aristocracia de Prusia, los nazis aprovecharon al máximo los alcances del Sippenhaft para atacar a dicha clase social a la cual detestaban, persiguiéndola con mayor encono.

#### República Federal Alemana
En el ordenamiento jurídico de la República Federal Alemana la responsabilidad familiar no sería compatible con el principio penal de culpabilidad. La responsabilidad por culpa según el derecho civil también exige la culpabilidad personal. Esto también se aplica a sanciones administrativas como la reducción de la prestación por desempleo II.

### En otras naciones
Prácticas similares al Sippenhaft han sido utilizadas por otros regímenes totalitarios, aun cuando no se regularon expresamente en leyes. Durante el periodo de la Gran Purga en la Unión Soviética, desde 1934 el gobierno de Stalin arrestó y procesó a varios miles de individuos, llegando algunos a ser condenados a muerte o deportados al Gulag, bajo el delito de "parientes de un enemigo del pueblo", es decir, al ser considerado un "delito" ser familiares de un procesado, como sucedió con la esposa del líder bolchevique purgado Nikolái Bujarin. Idénticas prácticas se observaron durante la Revolución Cultural en la República Popular China, donde el hijo de Deng Xiaoping fue arrestado tras haber sido encarcelado su padre, tan solo sobre la base de su vínculo familiar. Durante los Años de plomo en Marruecos se han denunciado detenciones similares "sobre la base del parentesco" contra los familiares de disidentes políticos.

## Uso moderno

### Corea del Norte
Hasta el día de hoy, la opinión que se mantiene en Corea del Norte es que si un miembro de la familia es condenado, toda la familia es culpable. La aplicación más estricta de este principio se produjo durante las purgas de 1958 bajo Kim Il-sung donde la condena se extendió a los miembros de la tercera generación.

### Venezuela
La Misión Internacional Independiente de determinación de los hechos sobre Venezuela describió en su segundo informe en 2021 que basándose en entrevistas realizadas en el país, fuerzas de seguridad y de inteligencia aplicaban el principio de Sippenhaftung y "utilizaron tácticas criminales incluyendo el secuestro o la detención de miembros de la familia de opositores reales o percibidos, para lograr los arrestos" denuncias investigadas desde 2014.